# Михаил Ром
Михаи́л Ильи́ч Ром е съветски филмов режисьор и сценарист, народен артист на СССР (1950), лауреат на пет Сталински награди (1941, 1946, 1948, 1949, 1951) и на Държавната награда на РСФСР на името на братя Василиеви (1966), носител на два ордена Ленин (1938, 1967).

## Биография
Роден е на 11 (24) януари 1901 г. в семейство на еврейски социалдемократи в Иркутск, където баща му Иля Максимович е заточен за участие в революционна дейност. Според вписване, открито от изследователи в регистъра на ражданията на иркутската синагога, той е роден три дни по-рано – 8 (21) януари 1901 г.
През 1902 г. семейството е изпратено в Заиграево (днес в Бурятия) на политическо изгнание. До петгодишната си възраст живее в Заиграево, там се ражда и по-малката му сестра Ида. След това семейството се завръща във Вилнюс, откъдето е баща му, а през 1907 г. се премества в Москва, където живеят на улица „Пятницкая“.
През 1918 г. завършва гимназия. През 1918 – 1920 г. служи в продоволствената експедиция, в Народния комисариат по храните, в Главснабпродарм, през 1920 – 1921 г. – в Червената армия като младши инспектор на специалната комисия по въпросите за състава на Червената армия при Полевия щаб на РВСР.
През 1921 г. е демобилизиран и изпратен да учи във Висшия държавен художествено-технически институт (ВХУТЕМАС), в отдела по скулптура, който завършва през 1925 г.
През 1927 г. е призован в сибирските повторни едногодишни курсове за команден състав на Червената армия. През 1928 – 1930 г. е служител на свободна практика в кинокомисията към Института по методика на извънкласната работа. Получил достъп до филмите, започва да ги запаметява кадър по кадър. Гледа всеки от тях по 20 – 30 пъти, запомня го наизуст и прави подробен анализ. По собственото му признание тази работа му дава много в областта на монтажа, сценария и мизансцена. В същото време той написва повече от десет сценария, нито един от които не е екранизиран. Издържа семейството си, създавайки диаграми, рисунки и др. През 1930 г. започва да пише сценарии за московската фабрика Совкино. Някои от тях – „Реванш“, „Сред нас“, „Конвейер на смъртта“ – са екранизирани.
През 1931 г. режисьорът Александър Мачерет го кани за асистент във филма „Дела и хора“, а през 1933 г. му е поверена първата му самостоятелна работа – немия филм „Тиква“ по Мопасан. В тази адаптация, заснета само на два малки декора и отличаваща се с прецизен кастинг и горчива ирония, амбициозният режисьор демонстрира умел превод на литературната основа на езика на киното.
През 1937 г. завършва филма „Тринадесет“ за граничарите в централноазиатската пустиня. Това е римейк на американския филм „Изгубеният патрул“ (1934) на Джон Форд и първият съветски филм за Изтока. През същата година той получава предложение да заснеме първия пълнометражен звуков филм за Ленин „Въстание“ за четири месеца. Докато работи върху режисьорския сценарий, той живее в апартамента на помощник-ръководителя на Главната дирекция на филмовата и фотоиндустрия Алберт Сливкин и става свидетел на ареста му. Филмът излиза под заглавието „Ленин през октомври“ (1937) и се радва на голям успех. Ром е награден с орден Ленин и е приет за кандидат-член на ВКП(б).
През 1938 г. заснема филма „Ленин през 1918 г.“. През юли 1939 г. преминава от кандидат-член в член на КПСС (б). През май 1940 г. е избран за член на партийния комитет на филмовото студио „Мосфилм“. На 23 май 1940 г. е удостоен със званието „заслужил артист“. От октомври 1940 г. работи като художествен ръководител и зам.-началник на Главното управление за производство на игрални филми. На 15 март 1941 г. е удостоен със Сталинска награда 1-ва степен. През май 1941 г. е назначен за началник на отдела за производство на игрални филми.
От 1938 г. е преподавател, от 1948 г. ръководи актьорско-режисьорската работилница на ВГИК, а от 1962 г. е професор. Много от учениците му стават известни режисьори, сред които Владимир Меншов, Тенгиз Абуладзе, Резо Чхеидзе, Григорий Чухрай, Василий Шукшин, Александър Мита, Андрей Тарковски, Игор Добролюбов, Никита Михалков, Сергей Соловьов, Андрей Кончаловски, Андрей Смирнов, Резо Есадзе, Александър Павловски, Михаил Илиенко, Самвел Гаспаров, Динара Асанова. Той също така преподава филмова режисура във Висшите курсове за сценаристи и режисьори.
От 1942 до 1947 г. е режисьор в Театъра за студио за филмови актьори.
Заедно с Юлий Райзман ръководи Третата творческа асоциация на филмовото студио Мосфилм.
През 1965 г. заснема документалния филм „Обикновен фашизъм“.
През 1966 г. подписва писмото на двадесет и пет дейци на съветската наука, литература и изкуство до генералния секретар на ЦК на КПСС Л. И. Брежнев срещу реабилитацията на И. В. Сталин.
Член е на Съюза на кинематографистите на СССР. Автор на книги и статии за филмовото изкуство.
Михаил Ром умира на 1 ноември 1971 г. в Москва на 71-годишна възраст, докато работи върху документалния филм „Светът днес“.

## Филмография

### Като режисьор
- 1934 – Пышка
- 1936 – Тринадцать
- 1937 – Ленин в Октябре
- 1938 – Пиковая дама (незавършен)
- 1939 – Ленин в 1918 году
- 1941 – Мечта
- 1945 – Человек № 217
- 1947 – Русский вопрос
- 1948 – Владимир Ильич Ленин (документален, заедно с Василий Беляев)
- 1950 – Секретная миссия
- 1953 – Адмирал Ушаков
- 1953 – Корабли штурмуют бастионы
- 1956 – Убийство на улице Данте
- 1957 – Урок истории (заедно с Лео Арнщам, Христо Писков)
- 1961 – Девять дней одного года
- 1963 – Борис Щукин (документален)
- 1965 – Обыкновенный фашизм (документален)
- 1969 – Живой Ленин (документален, заедно с Мария Славинска)
- 1971 – Первые страницы (документален, заедно със Сергей Линков и К. Осин)
- 1972 – И всё-таки я верю… (документален, завършен от Елем Климов, Марлен Хуциев и Герман Лавров)

### Като сценарист
- 1930 – Реванш (заедно с Борис Алтшулер и Николай Жинкин)
- 1931 – Рядом с нами (заедно с Виктор Гусев)
- 1933 – Конвейер смерти / Товар площадей (заедно с В. Гусев и Иван Пирев)
- 1934 – Пышка
- 1936 – Тринадцать (заедно с Иосиф Прут)
- 1938 – Пиковая дама (незавършен)
- 1941 – Мечта (заедно с Евгений Габрилович)
- 1944 – Человек № 217 (заедно с Е. Габрилович)
- 1947 – Русский вопрос
- 1948 – Владимир Ильич Ленин (документален, заедно с Василий Беляев и Евгений Кригер)
- 1956 – Долгий путь (заедно с Борис Бродски)
- 1956 – Обыкновенный человек (заедно с Леонид Леонов и Александър Столбов)
- 1956 – Убийство на улице Данте (заедно с Е. Габрилович)
- 1961 – Девять дней одного года (заедно с Даниил Храбровицки)
- 1963 – Борис Щукин (документален)
- 1965 – Обыкновенный фашизм (документален, заедно с Майя Туровская и Юрий Ханютин)
- 1972 – И всё-таки я верю… (документален, заедно със Соломон Зенин и Александър Новогрудски)